# 缦云女校
缦云女校是1920年代存续，位于北京西城报子胡同:30（或称报子街:33）49号的女子职业学校。
女校是第一次国共合作期间的产物。女校与中国国民党北京特别市党部的妇女刊物——《妇女之友》杂志社同处一处两层四合院。前院为缦云女校，后院即是杂志社:33。杂志社主编张挹兰即是学校校长:30。中共党员郭隆真担任缦云女校行政，同时进行革命活动。当时学校有四、五十名学生上课。1927年4月，李大钊、郭隆真、张挹兰被捕。《妇女之友》停刊。缦云女校亦被查封:33。